# Cryptocephalus burgeri
Cryptocephalus burgeri – gatunek chrząszcza z rodziny stonkowatych i podrodziny Cryptocephalinae.
Gatunek ten opisany został po raz pierwszy w 2018 roku przez Lwa Miedwiediewa na łamach „Caucasian Entomological Bulletin”. Jako miejsce typowe wskazano Auronville w dystrykcie Vilupparam, w indyjskim stanie Tamilnadu.
Chrząszcz o wydłużonym, walcowatym ciele, u samca długości 5,6 mm, a u samicy długości 7,2 mm. Głowa jest rudożółta z czarnymi narządami gębowymi, żółtymi członami czułków od pierwszego do czwartego i czarnymi ich członami pozostałymi. Powierzchnia głowy jest delikatnie punktowana i pozbawiona wcisków. Rozprostowane ku tyłowi czułki sięgają poza guzy barkowe. Przedplecze jest rudożółte z dwoma czarnymi kropkami pośrodku, silnie wysklepione, półtora raza szersze niż dłuższe, błyszczące, punktowane rzadko i bardzo drobno. Boczne brzegi przedplecza są w widoku grzbietowym niewidoczne. Trójkątna z zaokrąglonym szczytem i bardzo delikatnie wcięta tarczka ma barwę rudożółtą. Pokrywy są od 1,2 do 1,3 raza dłuższe niż szerokie, o regularnych rzędach drobnych punktów i szerokich, płaskich, gęsto mikrorzeźbionych międzyrzędach. Barwa pokryw jest rudożółta z trzema parami czarnych kropek: barkowej, przednio-środkowej i tylnej. Spód odwłoka jest jasnożółty z czarną łatą, u samca obejmującą środkowe części sternitów od drugiego do piątego, a u samicy środkowe części sternitów od drugiego do czwartego. Pygidium jest jasnożółte z dużą, dwupłatową, czarną plamą u podstawy. Genitalia samca cechują się edeagusem z równoległymi bokami i zaokrąglonym szczytem o małym wcięciu pośrodku.
Owad orientalny, endemiczny dla Indii, znany z tylko ze stanu Tamilnadu.